# Veliko Gradište
Veliko Gradište (serbocroata cirílico: Велико Градиште) es un municipio y villa de Serbia perteneciente al distrito de Braničevo del este del país.
En 2011 tenía 17 610 habitantes, de los cuales 6204 vivían en la villa y el resto en las 25 pedanías del municipio. La mayoría de la población se compone de serbios (16 291 habitantes), existiendo una minoría de valacos (382 habitantes).
Se ubica sobre la carretera 34 unos 25 km al noreste de Požarevac, junto a la frontera con Rumania marcada por el Danubio.

## Pedanías
Junto con Veliko Gradište, pertenecen al municipio las siguientes pedanías:
- Biskuplje
- Carevac
- Češljeva Bara
- Desine
- Doljašnica
- Đurakovo
- Garevo
- Kamijevo
- Kisiljevo
- Kumane (Veliko Gradište)
- Kurjače
- Kusiće
- Ljubinje (Veliko Gradište)
- Majilovac
- Makce
- Ostrovo (Veliko Gradište)
- Pečanica
- Popovac (Veliko Gradište)
- Požeženo
- Ram (Veliko Gradište)
- Sirakovo
- Srednjevo
- Topolovnik
- Tribrode
- Zatonje

## Clima
| Parámetros climáticos promedio de Veliko Gradište (1981–2010, extremos 1961–2010) | Parámetros climáticos promedio de Veliko Gradište (1981–2010, extremos 1961–2010) | Parámetros climáticos promedio de Veliko Gradište (1981–2010, extremos 1961–2010) | Parámetros climáticos promedio de Veliko Gradište (1981–2010, extremos 1961–2010) | Parámetros climáticos promedio de Veliko Gradište (1981–2010, extremos 1961–2010) | Parámetros climáticos promedio de Veliko Gradište (1981–2010, extremos 1961–2010) | Parámetros climáticos promedio de Veliko Gradište (1981–2010, extremos 1961–2010) | Parámetros climáticos promedio de Veliko Gradište (1981–2010, extremos 1961–2010) | Parámetros climáticos promedio de Veliko Gradište (1981–2010, extremos 1961–2010) | Parámetros climáticos promedio de Veliko Gradište (1981–2010, extremos 1961–2010) | Parámetros climáticos promedio de Veliko Gradište (1981–2010, extremos 1961–2010) | Parámetros climáticos promedio de Veliko Gradište (1981–2010, extremos 1961–2010) | Parámetros climáticos promedio de Veliko Gradište (1981–2010, extremos 1961–2010) | Parámetros climáticos promedio de Veliko Gradište (1981–2010, extremos 1961–2010) |
| Mes                                                                               | Ene.                                                                              | Feb.                                                                              | Mar.                                                                              | Abr.                                                                              | May.                                                                              | Jun.                                                                              | Jul.                                                                              | Ago.                                                                              | Sep.                                                                              | Oct.                                                                              | Nov.                                                                              | Dic.                                                                              | Anual                                                                             |
| --------------------------------------------------------------------------------- | --------------------------------------------------------------------------------- | --------------------------------------------------------------------------------- | --------------------------------------------------------------------------------- | --------------------------------------------------------------------------------- | --------------------------------------------------------------------------------- | --------------------------------------------------------------------------------- | --------------------------------------------------------------------------------- | --------------------------------------------------------------------------------- | --------------------------------------------------------------------------------- | --------------------------------------------------------------------------------- | --------------------------------------------------------------------------------- | --------------------------------------------------------------------------------- | --------------------------------------------------------------------------------- |
| Temp. máx. abs. (°C)                                                              | 17.5                                                                              | 22.2                                                                              | 28.0                                                                              | 30.4                                                                              | 35.3                                                                              | 38.6                                                                              | 43.6                                                                              | 40.6                                                                              | 36.1                                                                              | 31.1                                                                              | 27.1                                                                              | 17.7                                                                              | 43.6                                                                              |
| Temp. máx. media (°C)                                                             | 3.5                                                                               | 6.1                                                                               | 11.9                                                                              | 18.0                                                                              | 23.3                                                                              | 26.4                                                                              | 28.9                                                                              | 29.0                                                                              | 23.8                                                                              | 17.7                                                                              | 10.3                                                                              | 4.6                                                                               | 16.9                                                                              |
| Temp. media (°C)                                                                  | 0.1                                                                               | 1.5                                                                               | 6.2                                                                               | 11.8                                                                              | 17.0                                                                              | 19.9                                                                              | 21.9                                                                              | 21.5                                                                              | 16.8                                                                              | 11.7                                                                              | 6.0                                                                               | 1.4                                                                               | 11.3                                                                              |
| Temp. mín. media (°C)                                                             | -2.9                                                                              | -2.4                                                                              | 1.4                                                                               | 6.1                                                                               | 11.0                                                                              | 13.7                                                                              | 15.2                                                                              | 15.1                                                                              | 11.4                                                                              | 7.2                                                                               | 2.4                                                                               | -1.5                                                                              | 6.4                                                                               |
| Temp. mín. abs. (°C)                                                              | -26.4                                                                             | -22.6                                                                             | -19.6                                                                             | -7.9                                                                              | -1.0                                                                              | 2.4                                                                               | 5.9                                                                               | 5.7                                                                               | -2.1                                                                              | -6.9                                                                              | -14.2                                                                             | -19.4                                                                             | -26.4                                                                             |
| Precipitación total (mm)                                                          | 45.0                                                                              | 42.2                                                                              | 41.5                                                                              | 57.2                                                                              | 59.8                                                                              | 81.6                                                                              | 61.4                                                                              | 55.9                                                                              | 57.5                                                                              | 51.8                                                                              | 48.4                                                                              | 50.7                                                                              | 653.0                                                                             |
| Días de precipitaciones (≥ 0.1 mm)                                                | 13                                                                                | 12                                                                                | 12                                                                                | 13                                                                                | 13                                                                                | 13                                                                                | 10                                                                                | 9                                                                                 | 10                                                                                | 10                                                                                | 11                                                                                | 14                                                                                | 138                                                                               |
| Días de nevadas (≥ 1 mm)                                                          | 9                                                                                 | 8                                                                                 | 4                                                                                 | 0                                                                                 | 0                                                                                 | 0                                                                                 | 0                                                                                 | 0                                                                                 | 0                                                                                 | 0                                                                                 | 3                                                                                 | 8                                                                                 | 31                                                                                |
| Horas de sol                                                                      | 67.2                                                                              | 95.5                                                                              | 151.8                                                                             | 183.5                                                                             | 235.6                                                                             | 257.0                                                                             | 291.3                                                                             | 280.5                                                                             | 203.9                                                                             | 156.8                                                                             | 92.1                                                                              | 58.6                                                                              | 2073.8                                                                            |
| Humedad relativa (%)                                                              | 83                                                                                | 77                                                                                | 69                                                                                | 67                                                                                | 68                                                                                | 70                                                                                | 68                                                                                | 67                                                                                | 72                                                                                | 74                                                                                | 78                                                                                | 83                                                                                | 73                                                                                |
| Fuente: Republic Hydrometeorological Service of Serbia                            |                                                                                   |                                                                                   |                                                                                   |                                                                                   |                                                                                   |                                                                                   |                                                                                   |                                                                                   |                                                                                   |                                                                                   |                                                                                   |                                                                                   |                                                                                   |